# Trpimir II.
Trpimir II. soll von 928 bis 935 der König des mittelalterlichen Kroatien gewesen sein. Er soll der jüngere Bruder und Nachfolger des ersten Königs Tomislav aus der Trpimirović-Dynastie gewesen sein.
Trpimir II. wird nur vom byzantinischen Kaiser Konstantin Porphyrogennetos (905–959) erwähnt. Dieser gibt an, dass Trpimir II. der Vater von König Krešimir I. war und Kroatien zu seiner Zeit über große Streitkräfte an Land und auf See verfügt haben soll.
Der kroatische Historiker Ivan Lučić (1604–1679) identifizierte ihn mit Trpimir I. Später setzte sich die Meinung des bulgarischen Historikers Marin Drinow (1838–1906) durch, dass Trpimir II. der Nachfolger des Tomislav gewesen sei.

## Quelle
- Trpimir II. In: Hrvatska enciklopedija. Leksikografski zavod Miroslav Krleža, abgerufen am 30. Dezember 2019 (kroatisch).

| Vorgänger | Amt                        | Nachfolger  |
| --------- | -------------------------- | ----------- |
| Tomislav  | König von Kroatien 928–935 | Krešimir I. |

| Personendaten    | Personendaten                     |
| ---------------- | --------------------------------- |
| NAME             | Trpimir II.                       |
| KURZBESCHREIBUNG | König des kroatischen Königreichs |
| GEBURTSDATUM     | vor 928                           |
| STERBEDATUM      | nach 935                          |